# Xinchang (ort i Kina, Hunan, lat 27,88, long 109,45)
Xinchang är en ort i Kina. Den ligger i provinsen Hunan, i den södra delen av landet, omkring 350 kilometer väster om provinshuvudstaden Changsha. Antalet invånare är 420.
Runt Xinchang är det ganska tätbefolkat, med 207 invånare per kvadratkilometer. Närmaste större samhälle är Fenghuang, 16,4 km öster om Xinchang. I omgivningarna runt Xinchang växer huvudsakligen savannskog.
Genomsnittlig årsnederbörd är 1 704 millimeter. Den regnigaste månaden är maj, med i genomsnitt 282 mm nederbörd, och den torraste är januari, med 36 mm nederbörd.